# Buhl (Haut-Rhin)
Buhl (deutsch Bühl) ist eine französische Gemeinde mit 3122 Einwohnern (Stand 1. Januar 2022) im Département Haut-Rhin in der Region Grand Est (bis 2015 Elsass). Sie ist Mitglied des Gemeindeverbandes Région de Guebwiller.

## Geografie
Die Gemeinde Buhl liegt am Flüsschen Lauch im Regionalen Naturpark Ballons des Vosges in den Vogesen, 22 Kilometer nordwestlich von Mülhausen. Umgeben wird Buhl von den Nachbargemeinden Lautenbach im Norden, Orschwihr im Nordosten (Berührungspunkt), Bergholtzzell im Osten, Guebwiller im Südosten, Rimbach-près-Guebwiller im Südwesten, Murbach im Westen sowie Lautenbachzell im Nordwesten.
Der Bahnhof Buhl lag an der Bahnstrecke Bollwiller–Lautenbach.

## Geschichte
Die älteste erhaltene Erwähnung des Ortes als Bühele stammt von 1135. Spätere Schreibweisen waren Buohele, Buohile, Bühel, seit dem 16. Jahrhundert dann Bühl. Der Name leitet sich vom althochdeutschen Wort buhil „Hügel, Anhöhe“ ab.
1227 ließ Hugo von Rothenburg, Fürstabt des Klosters Murbach, eine Burg errichten, um den Eingang zum Murbachtal zu schützen.
1349 brach die Pest aus. Diese Pandemie kehrte in den Jahren 1439, 1502, 1556, 1564 und 1628 wieder.
Bis zur Französischen Revolution gehörte der Ort zum Amt Gebweiler (Vogtei Gebweiler) der Fürstabtei Murbach.
Von 1871 bis zum Ende des Ersten Weltkrieges gehörte Bühl als Teil des Reichslandes Elsaß-Lothringen zum Deutschen Reich und war dem Kreis Gebweiler im Bezirk Oberelsaß zugeordnet.

### Bevölkerungsentwicklung
| Jahr                       | 1962 | 1968 | 1975 | 1982 | 1990 | 1999 | 2011 | 2020 |
| Einwohner                  | 2931 | 2945 | 3048 | 2674 | 2755 | 3079 | 3265 | 3277 |
| Quellen: Cassini und INSEE |      |      |      |      |      |      |      |      |

## Wappen
Beschreibung: In Rot eine silberne Triangel.

## Sehenswürdigkeiten
In der neoromanischen Kirche Saint-Jean-Baptiste (Johannes der Täufer), die 1868–1878 erbaut wurde, weil die Vorgängerkirche zu klein geworden war, ist der Bühler Flügelaltar, ein Altarretabel aus der zweiten Hälfte der 1490er Jahre, zu sehen, der von Nachfolgern und Nachahmern des Martin Schongauer stammt. Er wurde während der Französischen Revolution aus einem Colmarer Kloster nach Buhl gebracht, um ihn vor Zerstörung zu schützen. Seit 1841 ist der Altar ein Monument historique. In der Kirche befindet sich seit 1892 auch eine Orgel, die von Heinrich Johann Koulen gebaut wurde und seit 2012 ebenfalls ein Monument historique ist.
Am Eingang zum Murbachtal steht die Ruine der Burg Hugstein aus dem 13. Jahrhundert. Ihre Überreste befinden sich nicht nur auf dem Gemeindegebiet von Buhl, sondern auch auf dem von Guebwiller, denn die Grenze zwischen den beiden Gemeinden verläuft genau durch die Mitte des Bergfrieds.
Ferner finden sich am Westhang des Schirmberges die Menhire der Steinreihe von Appenthal (Alignements d‘Appenthal)(Lage). Die Steinreihe besteht aus 36 zwischen 0,42 und 1,28 m hohen Steinen. Archäologische Forschungen wurden an der Anlage nicht durchgeführt. Es wird vermutet, dass die Steinreihe aus der Zeit zwischen 500 und 460 v. Chr. stammt.

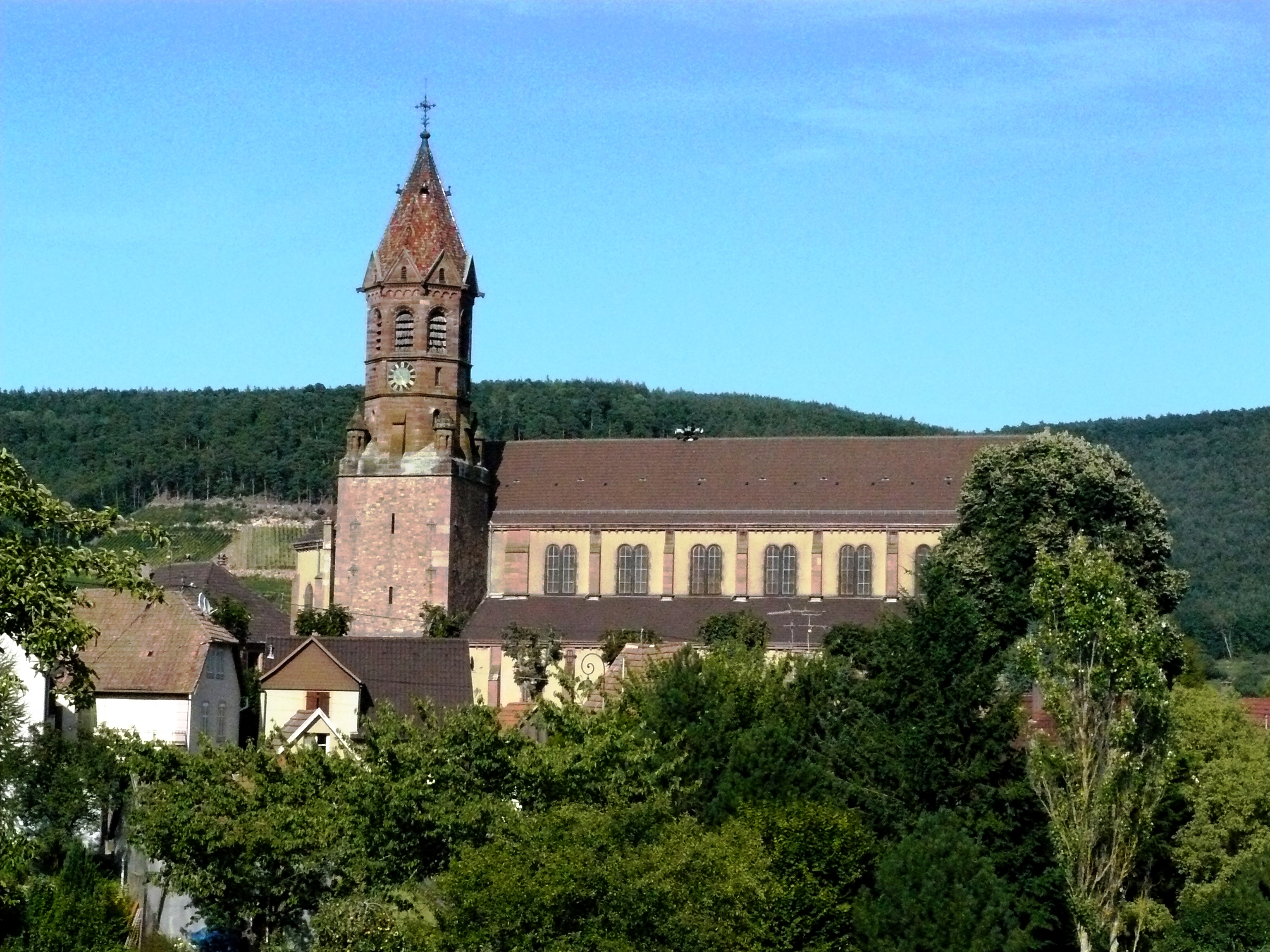
Johanneskirche in Buhl
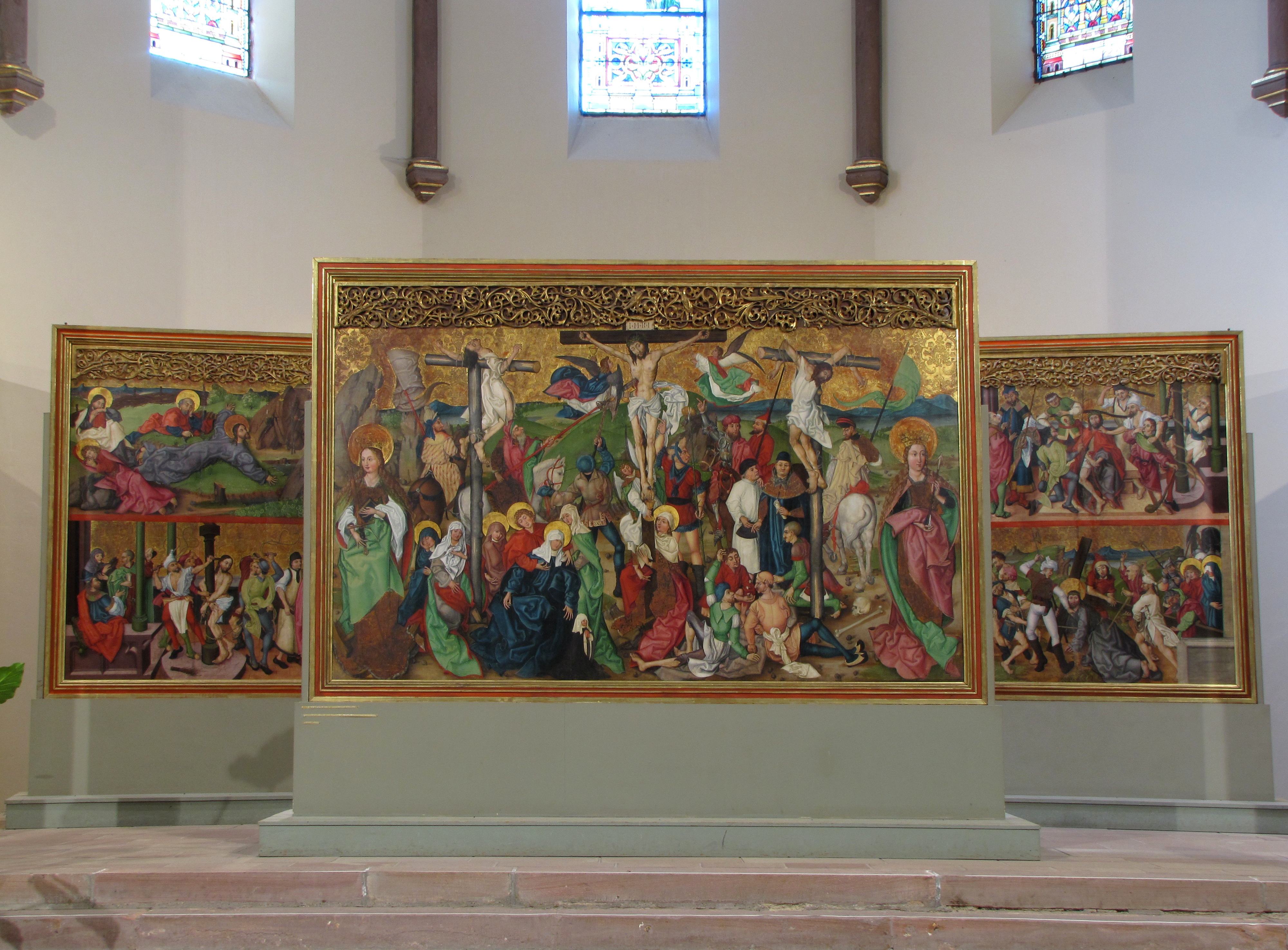
Altarretabel in der Johanneskirche
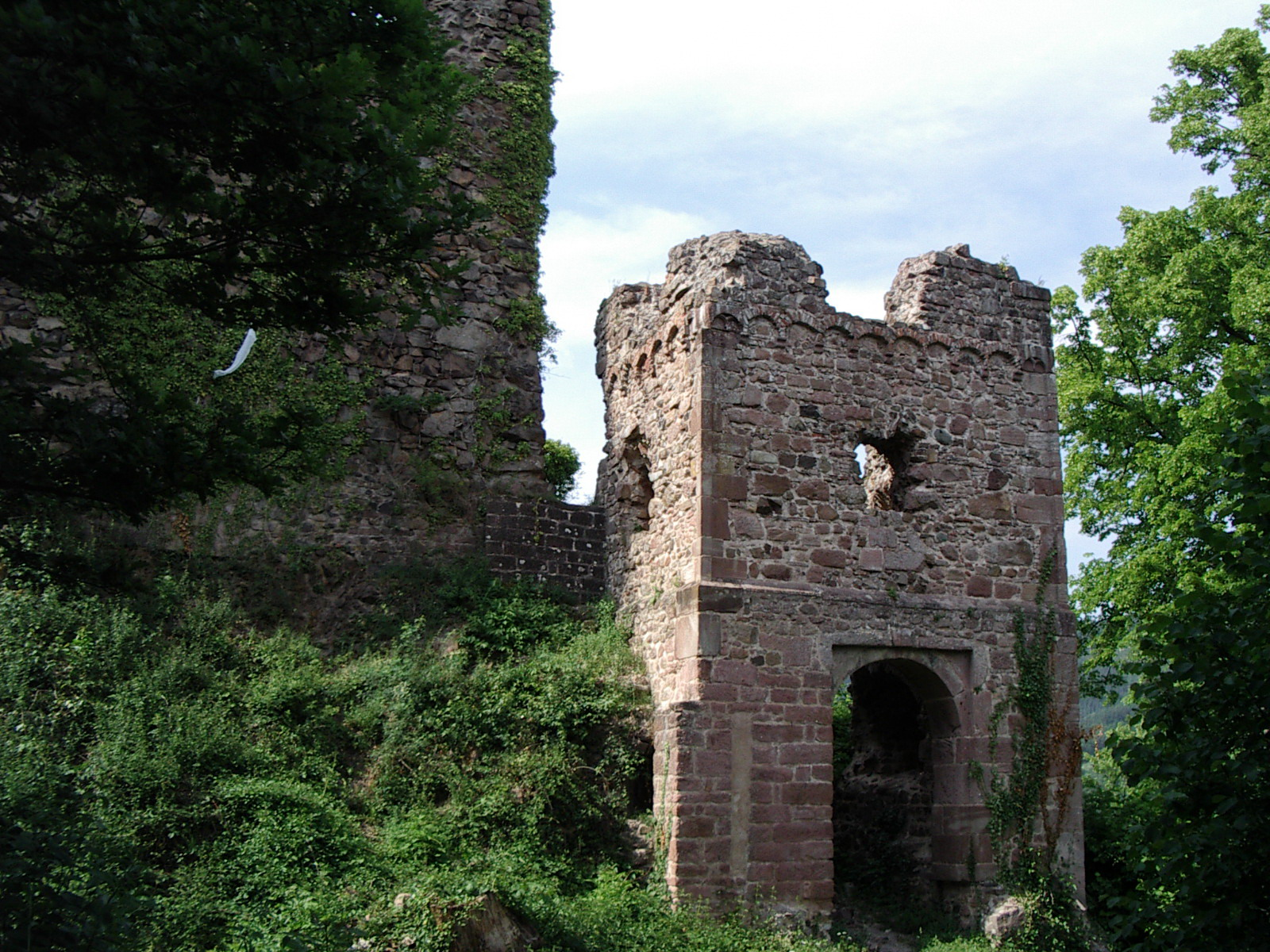
Reste des Torturms der Burg Hugstein
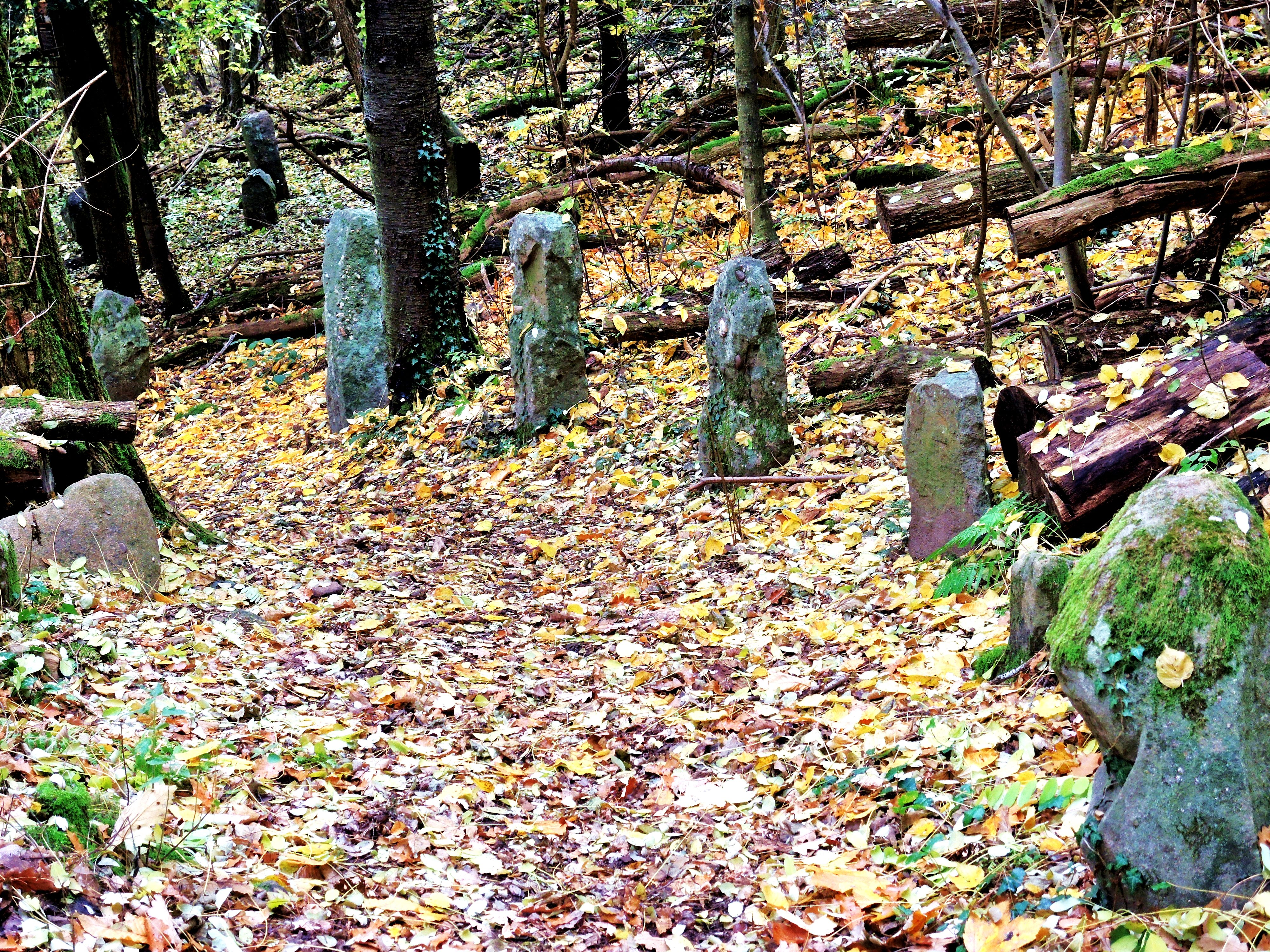
Steinreihe von Appenthal

## Persönlichkeiten
- René Koechlin (1866–1951), Ingenieur und Eisenbahnpionier
- Maurice Koechlin (1856–1946), ein französischer Ingenieur, der maßgeblich am Bau des Eiffelturms beteiligt war, ist in Buhl geboren.
- Jean Martin (1868–1922), elsässisch-deutscher Politiker (SPD Elsaß-Lothringen), ist in Buhl geboren.
- Alexandre Bida (1813–1895), Zeichner, Illustrator und Radierer, lebte ab 1871 in Buhl, wo er auch verstarb und beigesetzt ist.